# Descurainia tanacetifolia
Descurainia tanacetifolia är en korsblommig växtart som först beskrevs av Carl von Linné, och fick sitt nu gällande namn av Karl Anton Eugen Prantl. Descurainia tanacetifolia ingår i släktet stillfrön, och familjen korsblommiga växter. Inga underarter finns listade i Catalogue of Life.

## Bildgalleri

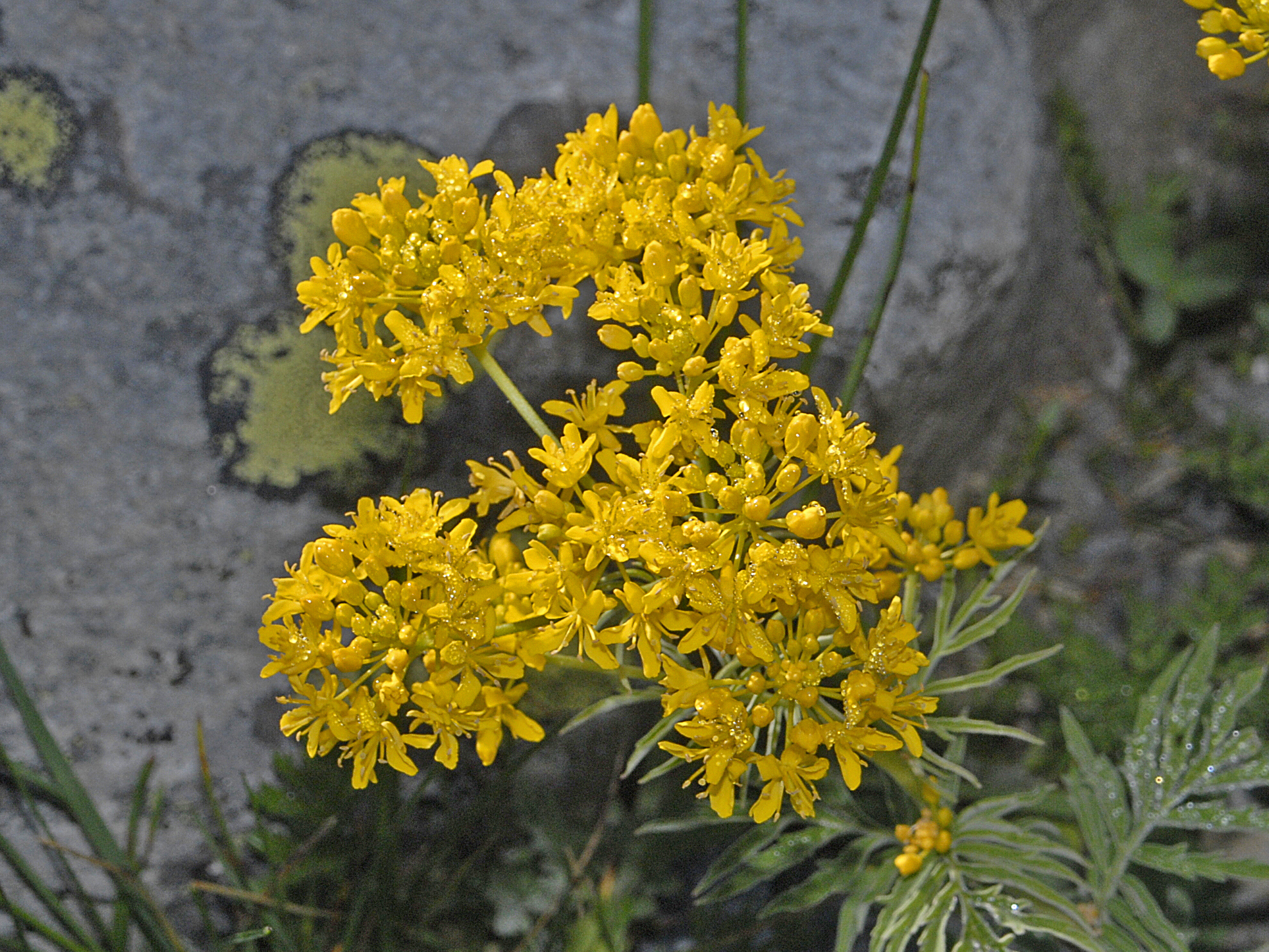
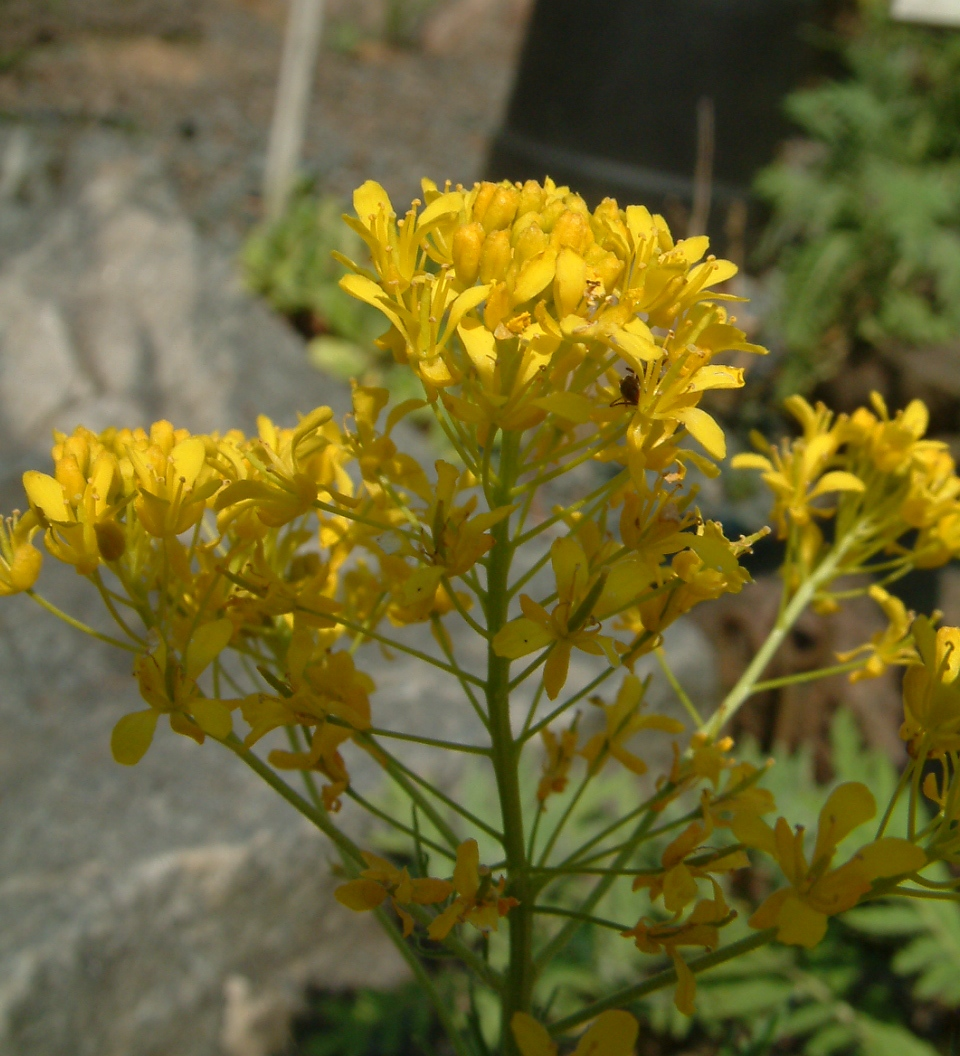
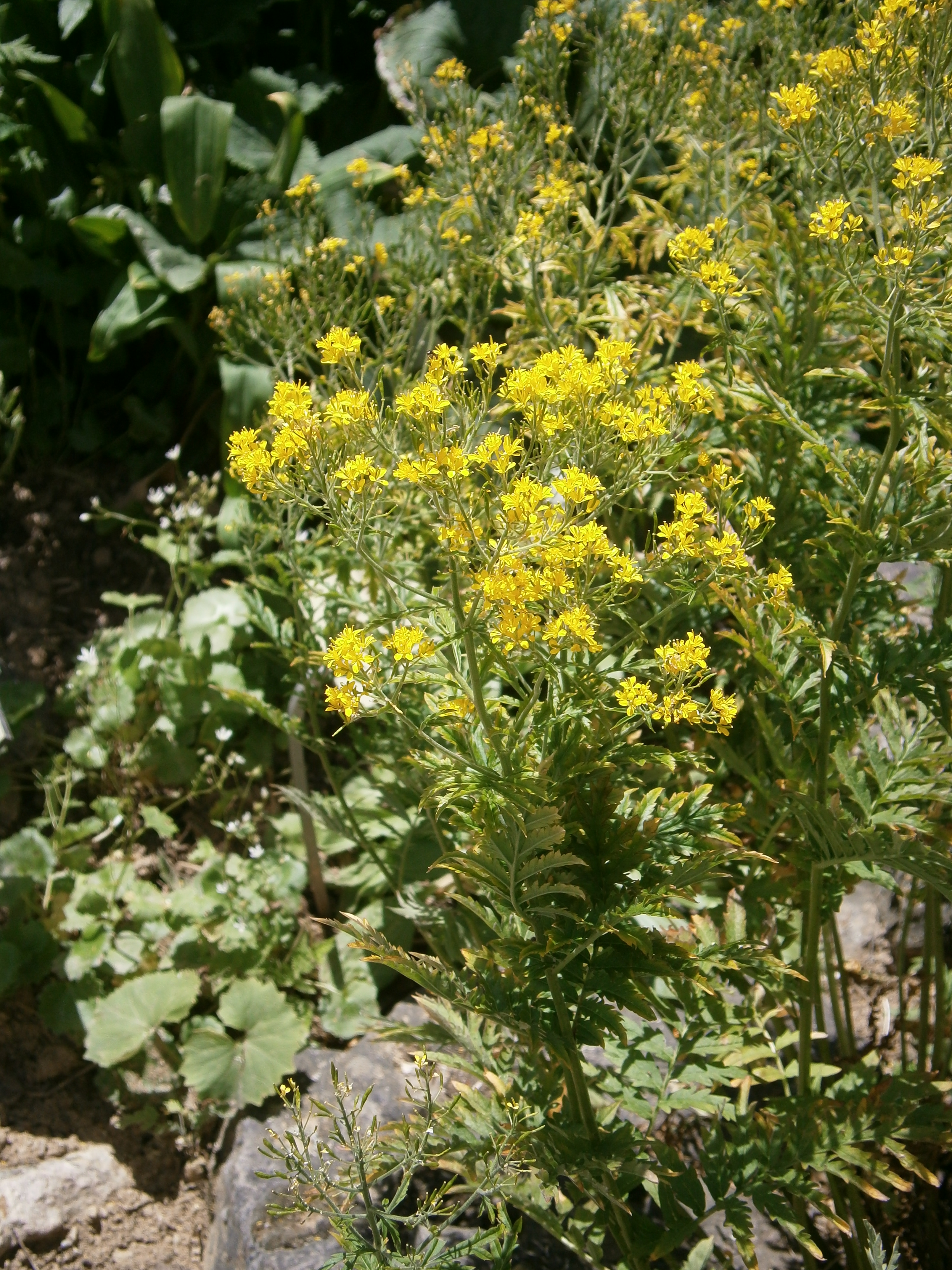
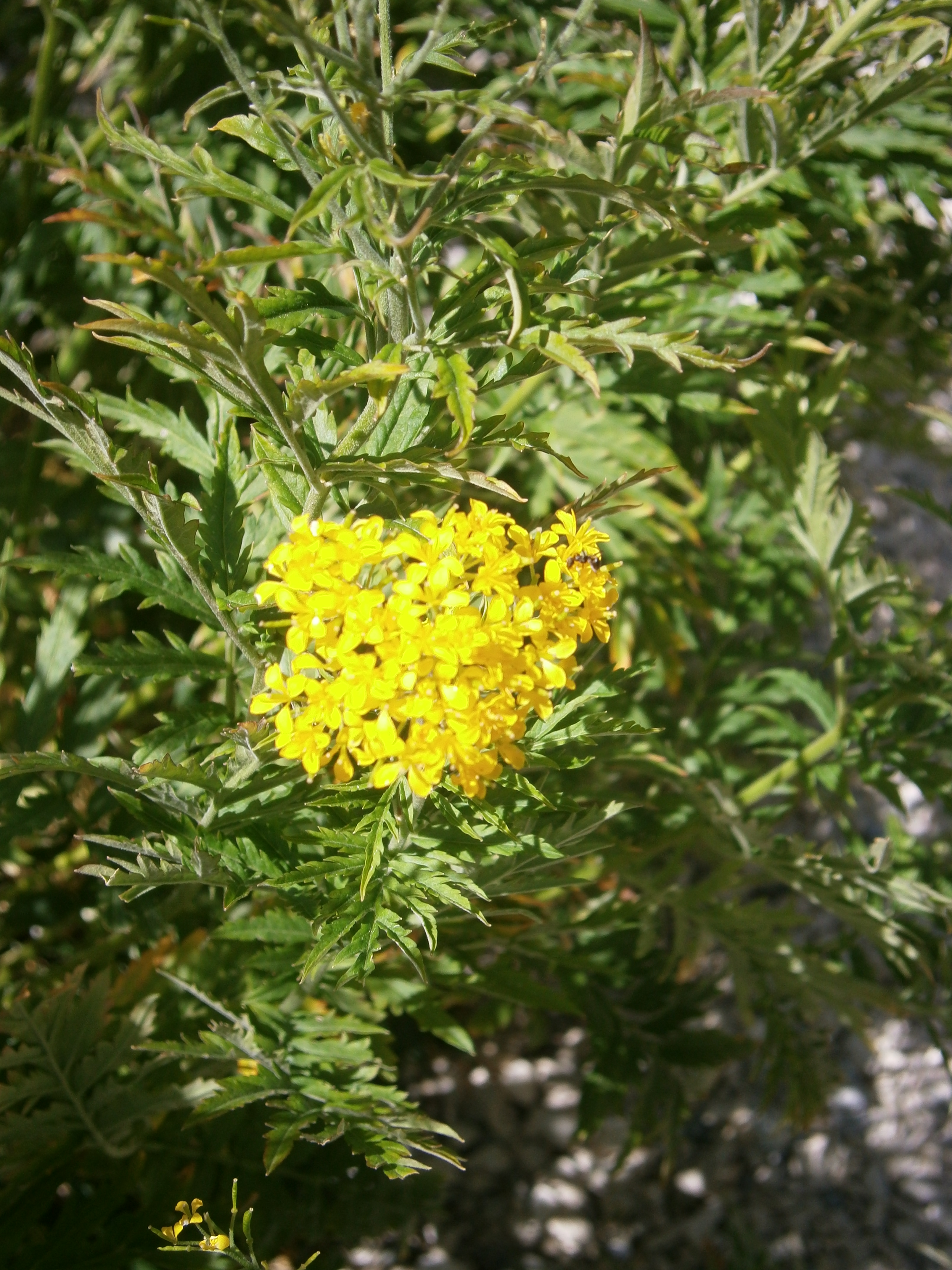
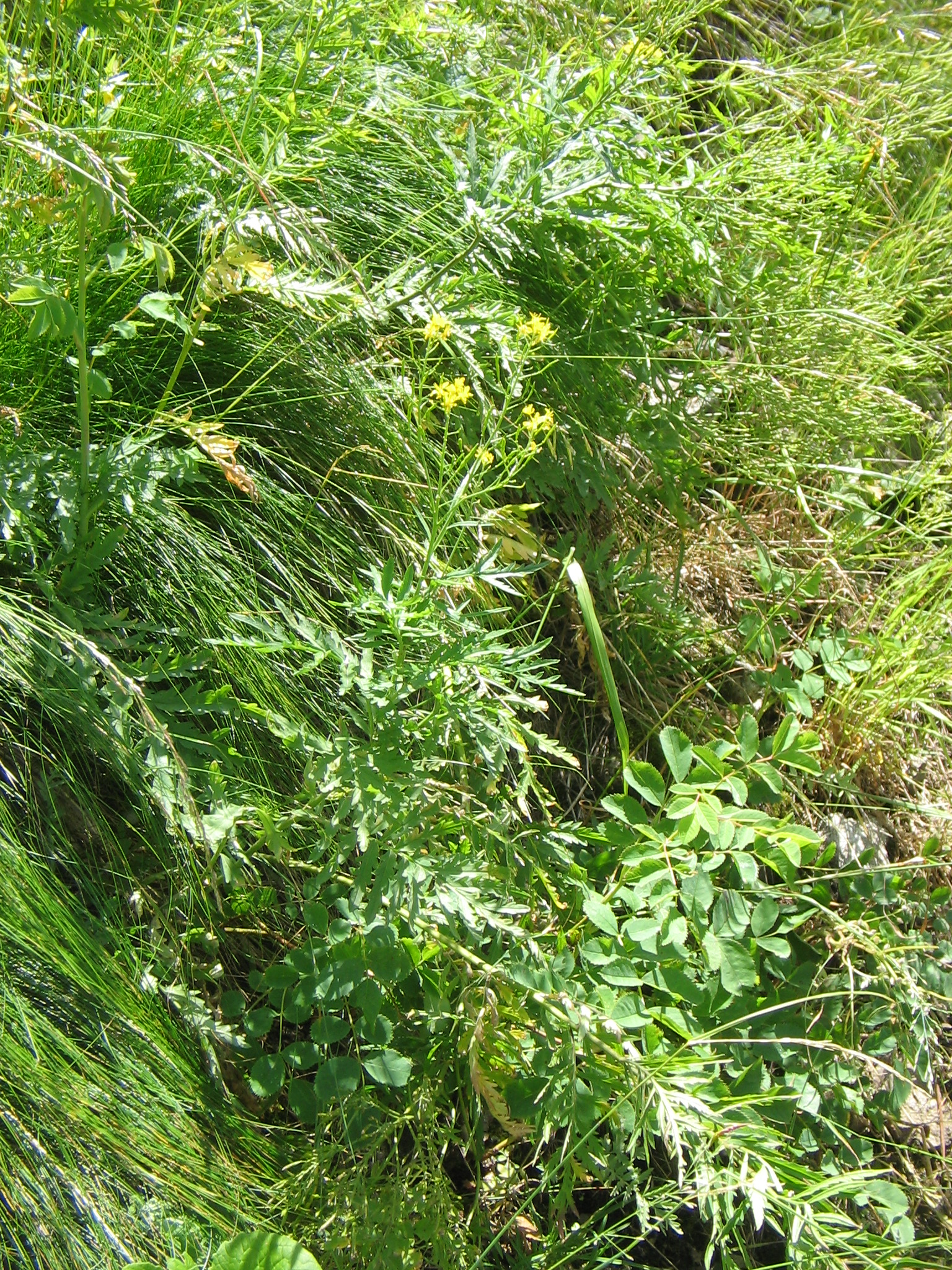
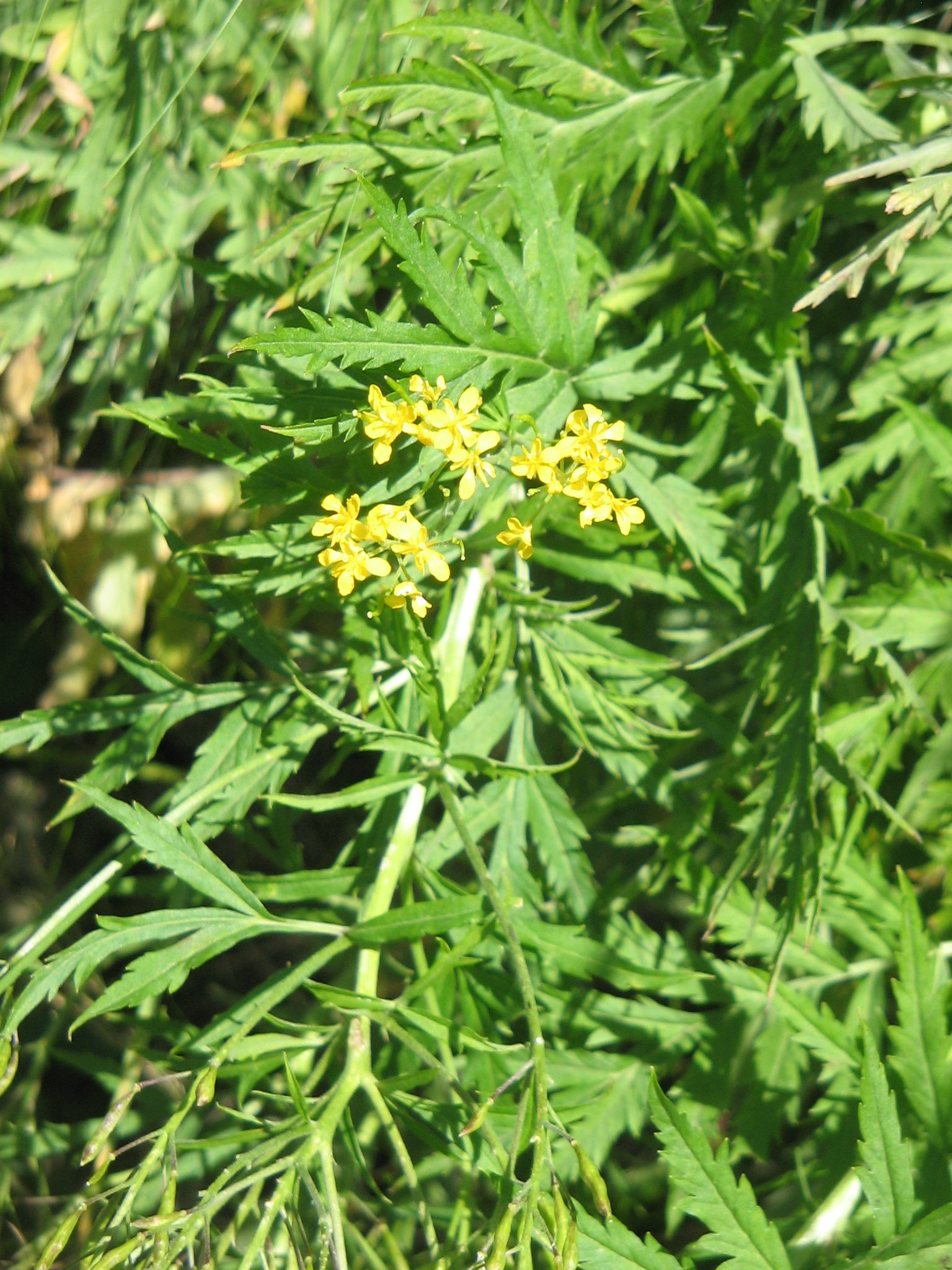